# Вічна жіночність
Вічна жіночність — образ, використаний Й. В. Ґете в завершальних рядках другої частини «Фауста», що позначає «трансцендентну силу, виражену в любові, спроможну підняти людину до рівня вічного творчого життя». Після Ґете образ використовувався також і іншими філософами, поетами і письменниками, ставши універсальним символом вищого початку жіночності. На початку XX століття ідея вічної жіночності була дуже поширеною в інтелектуальному середовищі Срібного століття, з'єднавшись з образом Софії.